# Mirjana Bergendorff
Mirjana Đurić-Bergendorff (ur. 14 lutego 1986 w Belgradzie) – serbska siatkarka, grająca na pozycji atakującej. Była reprezentantka kraju w kategoriach młodzieżowych. Od sezonu 2017/2018 zawodniczka Wisły Warszawa.

## Sukcesy klubowe
Mistrzostwo Finlandii:
- 2010

Superpuchar Holandii:
- 2010

Mistrzostwo Holandii:
- 2011

Mistrzostwo Ukrainy:
- 2012

Puchar Danii:
- 2014

Mistrzostwo Danii:
- 2014
- 2015

Mistrzostwo I ligi:
- 2018

## Sukcesy reprezentacyjne
Mistrzostwa Europy Kadetek:
- 2003

## Sukcesy indywidualne
- 2003: Najlepsza zagrywająca Mistrzostw Europy Kadetek